# Karmina
Karmana oder Karmina (usbekisch und russisch Кармана) ist eine Siedlung städtischen Typs in der usbekischen Viloyat Navoiy. Sie ist das Verwaltungszentrum des Karmana tumani.

## Geschichte
Der ursprüngliche Name der Stadt bedeutete übersetzt aus dem Sogdischen „großer Palast“. Die Stadt Karmana war eine der bekanntesten mittelalterlichen Städte in Zentralasien. Nach Angaben des Autors aus dem 10. Jahrhundert Narshahi war Karmana die Heimat vieler Schriftsteller und Dichter. Es gibt eine Redewendung, nach der die Stadt Karmana in der Antike den Namen Badgia-i-Khurdak trug (wörtlich „kleiner Krug“).
Im 12. Jahrhundert wurde die Stadt Karmana während militärischer Auseinandersetzungen und des Widerstands der örtlichen Bevölkerung von Iltutmish, dem Herrscher von Khwarazm, erobert und zerstört (1156–1172). Später wurde sie wieder aufgebaut und im 15. Jahrhundert zu einer bedeutenden Stadt.
Ab dem 16. Jahrhundert gehörte die Stadt Karmana zum Emirat von Buchara und war das Verwaltungszentrum des Karmana Bezirks. In der späten mittelalterlichen Periode wurde Karmana zu einem Bezirk mit besonderen Vorrechten und Vorteilen, nachdem Emir Amir Abdulahadxon einen bedeutenden Konflikt mit einflussreichen Geistlichen hatte und für immer aus seiner Hauptstadt verbannt wurde, um in der Stadt Karmana zu leben. Emir Said Abdullakhad Khan verbrachte die meiste Zeit in Karmana und wurde dort begraben.
In Karmana befand sich eine viereckige Zitadelle, genannt Urd, mit einer Fläche von 1,5 Quadratverst (1,7 km²). Bei den letzten Emiren von Buchara gab es in Karmana zwei Paläste. Eines davon, der Sommerpalast (Chorbog), befand sich außerhalb der Siedlungen, und das andere befand sich innerhalb der Zitadelle, hinter der Festungsmauer. Weder die Zitadelle noch der Palast innerhalb der Zitadelle haben bis heute überlebt, da sie aufgrund einer unüberlegten Aktion von Auliyakul-bey Biya Divanbegi von den Bolschewiki zerstört wurden.
Im Jahr 1918 war Karmana in die blutigen „Kurmaidan-Ereignisse“ verwickelt, bei denen viele Einheimische starben, darunter Mitglieder der herrschenden Mangyt-Dynastie. Nach der Etablierung der sowjetischen Herrschaft gehörte die Stadt zur Viloyat Buxoro. Ab 1984 war sie das Verwaltungszentrum des Nawoijski rajon.
Im Jahr 1958 wurde in der Nähe des Dorfes Karmana mit dem Bau eines Bergbau- und Metallurgiekombinats eine neue Stadt namens Navoiy gegründet. Im Jahr 1968 erhielt Karmana den Status einer Siedlung städtischen Typs und im Jahr 1979 den Status einer Stadt. Später verlor sie diesen Status und wurde erneut zu einer Siedlung städtischen Typs.

## Geographie
Karmina liegt 8 km vom Bahnhof Navoi (einem Knotenpunkt der Linien nach Samarqand, Uchquduq und Buchara) entfernt.

## Sehenswürdigkeiten
- Mir-Sayid-Bakhrom-Mausoleum (10./11. Jahrhundert)
- Mausoleum Kassym-Scheich (1558–1559)[3]
- Mausoleum Scheich Hodja Hisrav.[4]

## Bevölkerung
| 1970   | 1979   | 1989   |
| 12.970 | 13.879 | 16.767 |

## Persönlichkeiten
- Abd al-Ahad Khan (1859–1911), der 7. Emir der usbekischen Mangit-Dynastie